# Król trędowaty
Król trędowaty – powieść historyczna Zofii Kossak, wydana po raz pierwszy w 1937 r. przez Księgarnię św. Wojciecha.
Powieść jest kontynuacją powieści Krzyżowcy. Jest osnuta wokół losów młodocianego, nieuleczalnie chorego króla Baldwina IV i jego heroicznych, choć daremnych zabiegów o uratowanie królestwa Jerozolimy. Drugim wątkiem jest związek Wita de Lusignan z królewską siostrą Sybillą. Powieść miała kilkanaście wydań. Przekłady na język: angielski (1945; 3 wydania), czeski (1958), duński (1947), hiszpański (1947), litewski (1939; 2 wydania), niemiecki (1969), słowacki (1974), szwedzki (1946; 2 wydania). Kontynuacją cyklu jest powieść Bez oręża.